# 張清安 (1952年)
張清安（1952年12月11日出生），臺中市霧峰區人，朝陽科技大學生化所教授、行政院農委會農試所研究員兼組長。

## 生平簡介
出生於台中縣霧峰鄉萬豐村（今臺中市霧峰區萬豐里），中小學教育分別在台中市太平國小及台中一中完成，於研究所期間跟隨盧耀村教授專研煙草病毒病害，畢業後進入農業試驗所植物病理組工作，1983年獲得農委會之公費資助，於1983年8月赴美國深造，在美期間跟隨國際病毒免疫學大師普斯佛博士，鑽研豆類病毒基因表現與免疫檢測技術，三年內即獲得博士學位返國服務。

參與中華民國重要經濟作物如百香果、豆類、蔬菜、瓜類、蘭花、百合、夜來香、金花石蒜等之病毒病調查、鑑定、檢定方法及試劑生產技術之研發。
2000年獲得國際園藝學會花卉病毒研究群(IWGOV)之肯定，獲選為國際花卉病毒委員會(Council of IWGOV)中全球六位委員之一，並為我國爭取獲得2004年第十一屆國際花卉病毒病害研討會之舉辦權。80年代曾經從事造成中華民國百香果產業嚴重萎縮的病毒病之研究，成功建立無病毒百香果苗繁殖體系。曾協助台糖等大型蘭花公司建立病毒檢定實驗室，改進病毒預防措施。也促成台灣農業首例之驗證制度於2002年3月正式實施。

經過多年的研究，其專精於蘭花病毒的檢測，現於朝陽科技大學生化所擔任教授兼所長一職。
2013年，發表藉由生物晶片檢測系統可同時檢測香蕉及馬鈴薯上多重病毒感染。

## 學歷
- 1969年到1971年，台中一中
- 1971年到1975年，國立中興大學植物病理系，以全系第一名成績畢業。
- 1975年到1977年，國立中興大學植物病理研究所獲碩士學位，並通過國家高等考試獲得植物病蟲害技師資格。
- 1983年8月到1986年，美國佛羅里達大學植物病理博士。

## 經歷
- 農業試驗所植物病理組技佐  (1977年─1981年)
- 農業試驗所植物病理組技士  (1981年)
- 農業試驗所植物病理組助理研究員  (1981年─1988年)
- 農業試驗所植物病理組副研究員   (1988年─1996年)
- 農業試驗所植物病理組研究員   (1996年─)

## 外部連結
- 張清安博士著作[永久]
- 朝陽科技大學 圖書館 書籍資料[]
- 張清安教授獲選『科學五十』成就獎[永久]